# The Soft Bulletin
Albums de The Flaming Lips
Zaireeka
(1997) Yoshimi Battles the Pink Robots
(2002)
The Soft Bulletin est un album de The Flaming Lips, sorti le 17 mai 1999.

## L'album
Le critique Daniel Zugna écrit : « Toujours considéré par de nombreux fans comme leur œuvre majeure, The Soft Bulletin marque le virage pop opéré par les Flaming Lips [...]. Chef-d’œuvre conceptuel (sans être un album à thème), The Soft Bulletin propose une vision claire et profonde qui le déleste de toute prétention. ».
Pitchfork le classe à la 3e place de son classement des 100 meilleurs albums des années 1990 et lui attribue la note de 10/10. Il atteint la 12e place du Heatseekers et fait partie des 1001 albums qu'il faut avoir écoutés dans sa vie.

### Titres
Tous les titres sont crédités au nom du groupe.
1. Race for the Prize (Peter Mokran (en) Remix) (4:09)
2. A Spoonful Weighs a Ton (3:32)
3. The Spark That Bled (The Softest Bullet Ever Shot) (5:55)
4. The Spiderbite Song (4:02)
5. Buggin' (Mokran Remix) (3:16)
6. What Is the Light? (An Untested Hypothesis Suggesting That the Chemical [In Our Brains] by Which We Are Able to Experience the Sensation of Being in Love Is the Same Chemical That Caused the Big Bang That Was the Birth of the Accelerating Universe) (4:05)
7. The Observer (4:11)
8. Waitin' for a Superman (Is It Gettin' Heavy?) (4:17)
9. Suddenly Everything Has Changed (Death Anxiety Caused by Moments of Boredom) (3:54)
10. The Gash (Battle Hymn for the Wounded Mathematician) (4:02)
11. Feeling Yourself Disintegrate (5:17)
12. Sleeping on the Roof (extrait de Should We Keep the Severed Head Awake?) (3:09)
13. Race for the Prize (Sacrifice of the New Scientists) (4:18)
14. Waitin' for a Superman (Mokran Remix) (4:19)

### Musiciens
- Wayne Coyne : voix, guitare, percussions
- Michael Ivins : basse, voix
- Steven Drozd : guitare, voix, claviers, batterie, synthétiseurs, xylophone, glockenspiel, guitares